# Aphylla protracta
Aphylla protracta – gatunek ważki z rodziny gadziogłówkowatych (Gomphidae). Występuje na terenie Ameryki Północnej i Ameryki Środkowej.